# 波爾塔夫卡 (吉爾吉斯)
波尔塔夫卡是吉尔吉斯斯坦楚河州下辖的一个村，最初由来自乌克兰波尔塔瓦州的移民建立。根据2009年吉尔吉斯共和国人口普查，全村人口为4143人。